# Galerita
Galerita  (лат.) — род жуков-жужелиц из подсемейства харпалин.
С пятого по одиннадцатый членики усиков не приплюснутые, равномерно покрыты волосками.